# Teluncus decurvus
Teluncus decurvus är en stekelart som beskrevs av Henry Keith Townes, Jr. 1970. Teluncus decurvus ingår i släktet Teluncus och familjen brokparasitsteklar. Inga underarter finns listade i Catalogue of Life.